# Cinema Palace (Haarlem)

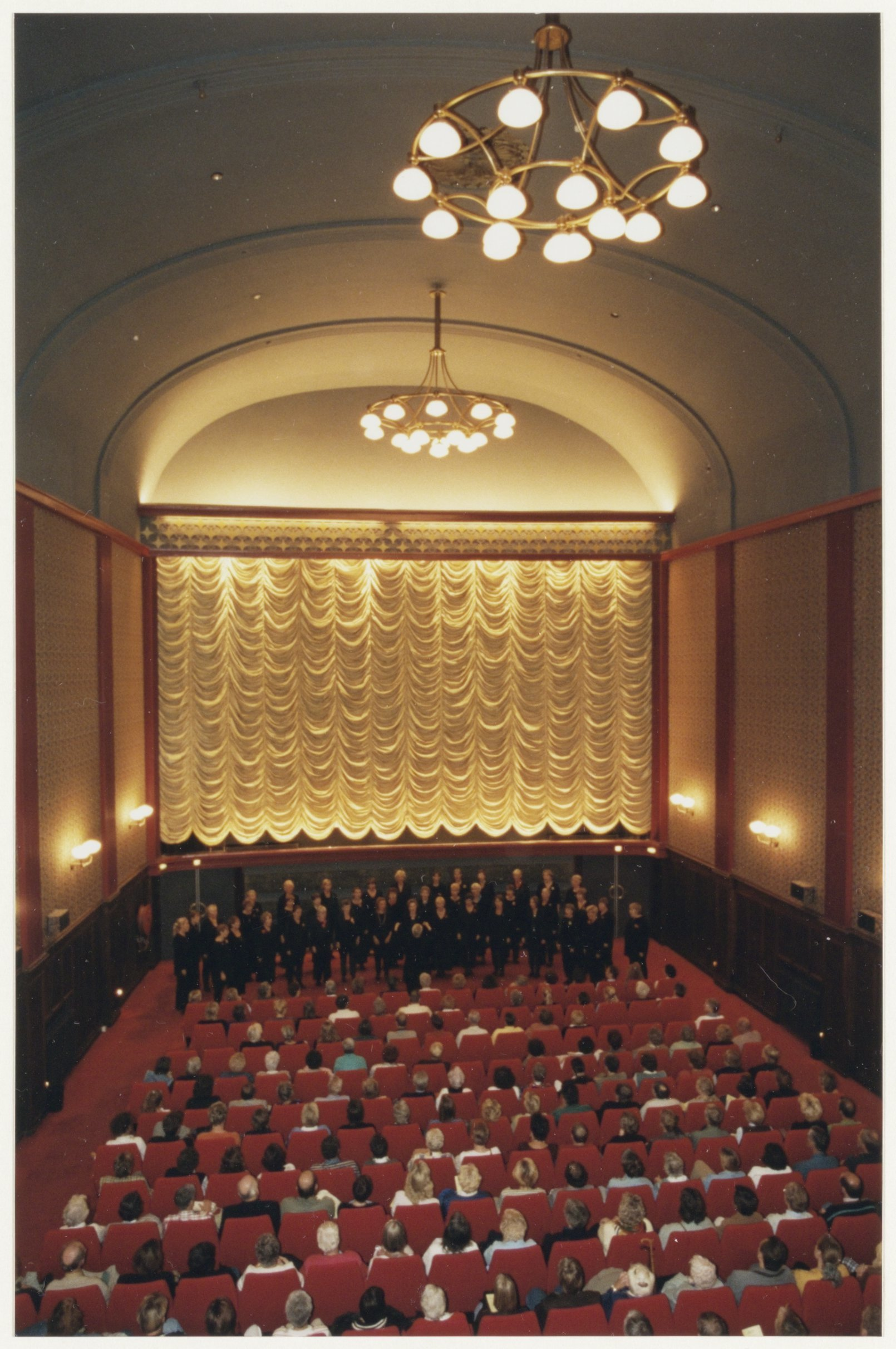
Het Haarlemse Vrouwenkoor Malle Babbe concerteert in de bioscoopzaal van de Cinema Palace in 1997

Cinema Palace was een bioscoop in Haarlem. Het pand waar de bioscoop in gevestigd was, bevindt zich in de Grote Houtstraat op nummer 111-113. De bioscoop werd geopend op 5 januari 1915 en was daarmee een van de oudste bioscopen van Nederland. Op 15 januari 2011 heeft Cinema Palace definitief zijn deuren gesloten na een uitverkocht slotfeest in jaren 20/30-stijl.

## Algemeen
Cinema Palace had slechts één zaal, maar met zijn 550 plaatsen was dat wel de grootste filmzaal van de stad. Hiervan stond een deel op het balkon, dat opgedeeld was in gewone balkonplaatsen en loges. Deze loges waren voorzien van loveseats en extra beenruimte. Het beperkte zalenaantal had echter wel gevolgen voor de programmering: doorgaans draaide er één kinderfilm op woensdag-, zaterdag- en zondagmiddag, terwijl de avonden werden bezet door één avondfilm. Dit waren meestal wel de films die op dat moment de meeste bezoekers trokken.
De bioscoop, die lange tijd in eigendom is geweest van Minerva Bioscopen, heeft zijn deuren op 15 januari 2011 gesloten en heeft zijn activiteiten in de Raaks voortgezet. Emmes Group, de nieuwe eigenaar van het gebouw sinds 2009, heeft het pand gerenoveerd en ontwikkeld tot een 1400 m² grote winkelruimte. Het aangezicht van het pand, een gemeentelijk monument, is teruggebracht in zijn authentieke gedaante. De bioscoopzaal is intact gebleven met een verdieping erin.

## Trivia
- De bioscoop is in de Tweede Wereldoorlog tijdens de bezetting door nazi-Duitsland gesloten geweest.
- In de loop der jaren zijn verschillende keren opnames gemaakt in Cinema Palace, zoals voor de verfilming van Afblijven, naar een boek van Carry Slee.